# Anoplistes jacobsoni
Anoplistes jacobsoni là một loài bọ cánh cứng trong họ Cerambycidae.